# Oduduwa

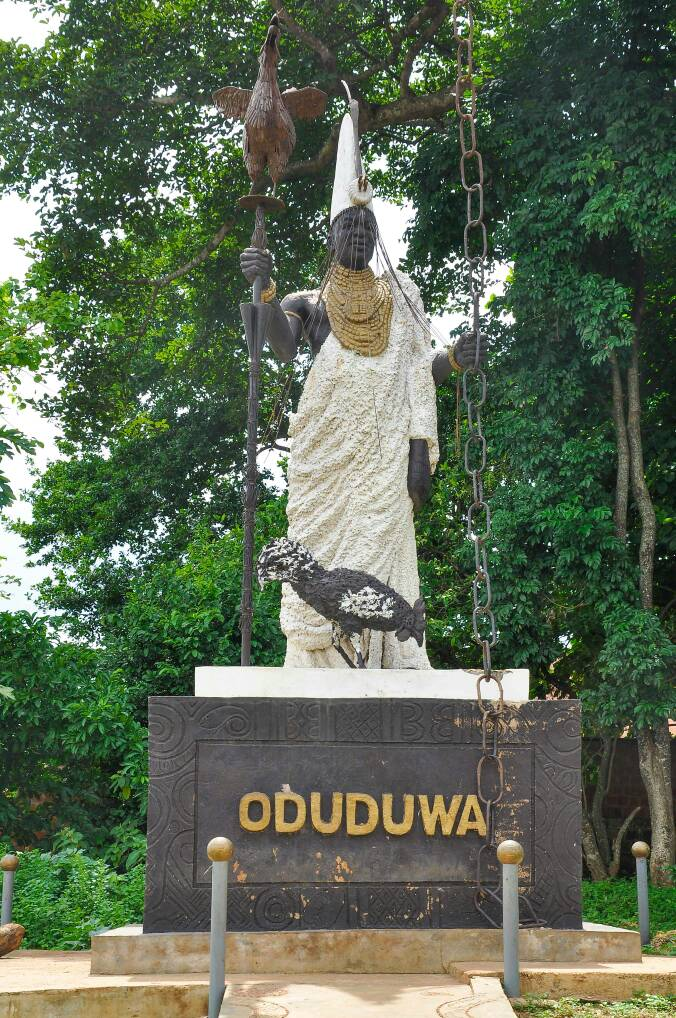
Une statue d'Oduduwa

Oduduwa Olofin Adimula, Empereur des Yoruba fut le premier Ooni, ou monarque, de Ilé-Ifè. Ses noms de louange étaient Olofin Adimula, Olofin Aye et Olufe. Son nom, phonétiquement transcrit par les locuteurs Yoruba comme Odùduwà et parfois contracté en Ooduwa, Odudua ou encore Oòdua, est généralement attribué aux dynasties ancestrales de Yorubaland car, considéré par les Yoruba comme l'ancêtre de plusieurs têtes couronnées. Après sa déification posthume, il fut admis au panthéon Yoruba comme une divinité primordiale du même nom.

## Étymologie
- Oduduwa signifie le pouvoir de l'utérus, qui donne naissance à l'existence.
- Oduduwa représente l'omnipotence, la capacité d'affecter et de reconstruire la réalité physique à volonté.
- Oduduwa - odu da uwa - odu to da iwa - Le principe qui créa la réalité physique.

## Fondation du royaume d'Ilé-Ifè
Selon les traditions orales, Oduduwa était un prince exilé d'un peuple étranger, qui quitta sa patrie avec une suite et voyagea en direction du sud, s'installant par la suite parmi les Yoruba aborigènes vers le XIIe siècle. On dit qu'il a apporté la religion Yoruba avec lui en arrivant. Cette foi était si importante pour ses disciples et lui, qu'elle aurait été la cause de leur exode en premier lieu.
L'emplacement de la terre d'origine d'Oduduwa est sujet à débat. Pour certains Yorubas, il était un prince de La Mecque. La persécution de l'élite musulmane de la ville l'aurait fait quitter son pays avec ses compagnons animistes. D'autres Yorubas croient qu'Oduduwa était un migrant d'Égypte, et non d'Arabie. Selon les défenseurs de ce point de vue, une grande partie des innovations de la période Ooduan sont considérées comme assimilables à la culture de l'Égypte médiévale.
Le peuple Edo de Benin City quant à lui, croit qu'Oduduwa était en fait originaire de leur peuple. Il aurait quitté le Benin à cause d'une lutte pour la succession royale. C'est pour cette raison que l'un de ses descendants, le prince Oramiyan, a par la suite été autorisé à revenir, et a fondé la dynastie qui régna sur le royaume du Benin jusqu'à ce jour. Le prince Oramiyan fut donc le premier oba du Bénin, remplaçant ainsi avec succès le système monarchique Ogiso qui régnait jusque là. On dit qu'Oramiyan a quitté le Benin avec exaspération et a ainsi appelé la ville Ile Ibinu (terre de la colère), ville qui aurait été plus tard conquise par le Benin.
Quelle que soit la version, l'hypothèse privilégiée est qu'Oduduwa et ses compagnons étaient des étrangers, accueillis par les aborigènes d'Ife et le reste du Yorubaland. Le mélange des nouveaux arrivants et des aborigènes a conduit au développement du système monarchique du peuple Yoruba, de la cité urbaine d'Ife, et de sa culture associée.

## Postérité de ce royaume
Oduduwa est présenté par la tradition comme le premier roi, Ooni, associé à la fondation d'Ifé, et déifié à sa mort. Ces descendants se sont en partie dispersés autour d'Ifé, créant d'autres cités-États sur un modèle similaire, mêlant religion et organisation étatique, témoignant de la domination d'Ifé dans les siècles qui ont suivi, et de la division du territoire, le Yorubaland, en différents royaumes, dont certains ont survécu au déclin de la cité-mère.